# Peraglyphis atherista
Peraglyphis atherista es una especie de polilla del género Peraglyphis, subfamilia Tortricinae, orden Lepidoptera.

## Distribución
Se distribuye por Australia Occidental.

## Taxonomía
Fue descrita por Common en 1963 y publicada en Australian Journal of Zoology 11: 125.